# 河野謙三
河野謙三（日语：河野 謙三/こうの けんぞう，1901年5月14日—1983年10月16日），是日本政治家，出身於神奈川縣。曾獲従二位勲一等旭日桐花大綬章。
河野謙三歴任參議院議員（5期）、眾議院議員（1期）、參議院議長（第11・12代）。
河野谦三生于神奈川县小田原市。1932年毕业于早稻田大学商业系。先后在日本人造肥料公司和日产化学工业公司供职。1946年任日本肥料公司和“肥料配给公团”理事。1948年任平冢市商工会议所会长。1949年当选为自由党众议员。1953年起四次当选为参议员，并加入绿风会。1958年参加自由民主党。1965—1968年任参议院副议长，1971—1977年任参议院议长。曾任“促进恢复日中邦交议员联盟”副会长。1966年以来多次访问中国。年轻时为著名的马拉松运动员。后曾任日本田径联盟名誉会长，日本体育协会会长。

## 文献
- 『スポーツと人生』　恒文社　1965、改訂版1975
- 『一隅を照らす  理性と良識を守って』　恒文社、1975
- 『マラソン人生』　日本経済新聞社、1975　※「私の履歴書」が元。
- 『議長一代　河野謙三回想記』 朝日新聞社、1978
- 『世論と結託 　わが人生』　神奈川新聞社出版局、1983

伝記
- 『証言河野謙三』  　同刊行委員会編、毎日新聞社　1985
- 栗原祐幸　『河野謙三先生と私』　廣済堂出版、1985
- 戸川猪佐武　『河野一族 　一郎、謙三、洋平－その反骨の系譜』　サンケイ出版　1976